# Micrit
Micrit là một thành phần cấu thành của đá vôi bao gồm các hạt calci cacbonat có đường kính lên tới 4 μm được hình thành bởi sự kết tinh của bùn vôi.
Micrit là một thuật ngữ sử dụng để diễn tả bùn vôi, đá cacbonat bùn. Nó cũng được sử dụng trong bảng phân loại Folk để mô tả đá cacbonat giàu calcit hạt mịn. Đá cacbonat chứa calcit hạt mịn cùng với các allochem được gọi là intramicrit, oomicrit, biomicrit hoặc pelmicrit trong bảng phân loại Folk phụ thuộc vào allochem chính.
Micrit như là một thành phần của các loại đá cacbonat có thể xuất hiện dưới dạng chất nền, hoặc dưới dạng micrit bao bọc xung quanh các allochem hoặc dưới dạng peloid.
Micrit có thể được tạo ra bởi kết tủa hoá học, sự phân rã của peloid, hoặc bởi sự micrit hoá.
Thuật ngữ được Robert Folk đặt ra năm 1959 trong hệ thống phân loại đá cacbonat của ông. Tên micrit bắt nguồn từ chữ MICRocrystalline calcITe trong tiếng Anh, nghĩa là calcit vi kết tinh.